# Chaja Goldstein
Chaja Ruchel Goldstein (ur. 2 lipca 1908 w Rypinie, zm. 27 stycznia 1999 w Netanji) – holenderska tancerka i piosenkarka pochodzenia polsko-rosyjsko-żydowskiego.

## Życiorys

### Młodość
Urodziła się jako Hanna Goldstein w żydowskim getcie w Rypinie jako córka Jacoba Schyji Goldsteina i Laji Bromberger. W wieku 10 lat wraz z rodzicami i rodzeństwem wyjechali do Berlina. Rozpoczęła naukę tańca u norweskiej nauczycielki Lilian Espanak i zadebiutowała w 1931 na małej żydowskiej scenie na Kurfürstendamm, gdzie tańczyła i śpiewała żydowskie piosenki.
Pomimo niechęci rodziców stała się znaną tancerką i piosenkarką łączącą kulturę żydowską z kulturą Europy zachodniej. Była częścią berlińskiej awangardy. Mieszkała z węgierskim malarzem György Kepesem. Była również związana z holenderskim artystą Wijnandem Grijzenem

### Holandia
W 1933 po przejęciu władzy przez nazistów wyjechała do Amsterdamu. Uczyła tańca i gimnastyki. Występowała w grupie Trudi Shoop jak i w teatrze Stadsschouwburg Amsterdam i innych.
W 1937 poślubiła niemieckiego kamerzystę i producenta filmowego Theodora Güstena.
Po zajęciu Holandii przez Niemców została aresztowana i trafiła do obozu przejściowego Westerbork, gdzie występowała w kabarecie stworzonym przez Maksa Ehrlicha. Ponieważ jej mąż był Niemcem i nadal pełnił ważne funkcje w wytwórni filmowej UFA została zwolniona z obozu już latem 1943.

### USA i Izrael
Po II wojnie światowej znowu stała się popularną tancerką. W 1946 wystąpiła w eksperymentalnym kolorowym filmie Paula Schuitemy, w którym śpiewała polską piosenkę partyzancką. Brakowała jej jednak żydowskiej publiczności. Dlatego wraz z mężem wyemigrowała do Nowego Jorku. Jej pożegnanie 12 maja 1948 było wielkim przedstawieniem w Teatrze Miejskim.
W USA nie czułą się jednak dobrze i w 1951 zakończyła karierę i pomagał mężowi w prowadzeniu firmy. W 1973 wraz z chorym mężem wróciła do Amsterdamu. Po jego śmierci, w sierpniu 1981 wyemigrowała do Netanji w Izraelu gdzie mieszkał jej brat. Po jego śmierci w 1989 popadła w depresję. Zmarła w styczniu 1999.